# Rincon, Georgia
Rincon är en stad (town) i Effingham County, i delstaten Georgia, USA. Enligt United States Census Bureau har staden en folkmängd på 8 906 invånare (2011) och en landarea på 23 km².